# Maşat Höyük
Maşat Höyük est un site archéologique situé en Turquie, correspondant à l’ancienne ville hittite Tappika ou Tappiga. Il a été mis au jour dans les années 1970.
Le site est constitué d’une citadelle dominant une ville basse, selon la configuration traditionnelle des cités hittites. Il s’agissait de la résidence d’un gouverneur d’une province frontalière hittite (auriyaš išaš), située à 65 kilomètres au nord-est de la capitale du royaume, Hattusha. Un lot d’archive a été trouvé dans le Grand Palais de la cité, datant du règne de Tudhaliya III (période moyenne du royaume hittite). Il est constitué de 45 lettres envoyées par le roi hittite, ainsi que de quelques-unes envoyées par des dignitaires hittites, à côté de brouillons ou de lettres non envoyées destinées au roi. Des textes administratifs concernant la gestion du palais ainsi que des textes oraculaires complètent l’ensemble. Le palais de Maşat Höyük, organisé autour d’une cour centrale de 41 × 36 mètres à colonnade, détruit dans un incendie, peut-être lors de la prise de la ville par des troupes Gasgas.